# Масловиці-Тухомські
Масловиці-Тухомські (пол. Masłowice Tuchomskie) — село в Польщі, у гміні Тухоме Битівського повіту Поморського воєводства.
Населення — 144 особи (2011).
У 1975-1998 роках село належало до Слупського воєводства.

## Демографія
Демографічна структура станом на 31 березня 2011 року:
|          | Загалом | Допрацездатний вік | Працездатний вік | Постпрацездатний вік |
| -------- | ------- | ------------------ | ---------------- | -------------------- |
| Чоловіки | 83      | 22                 | 58               | 3                    |
| Жінки    | 61      | 20                 | 33               | 8                    |
| Разом    | 144     | 42                 | 91               | 11                   |